# أوكتافيوس أمير بريطانيا العظمى
الأمير أوكتافيوس (23 فبراير 1779 - 3 مايو 1783) كان الطفل الثالث عشر والثامن للملك جورج الثالث من زوجته الملكة شارلوت مكلنبورغ ستريليتس. بعد ستة أشهر من وفاة شقيقه الأمير ألفريد ، تم تلقيح أوكتافيوس بفيروس الجدري وبعد عدة أيام أًصيب بالمرض ومات . تسببت وفاته وهو في سن الرابعة بصدمه لوالديه ، وعلى وجه الخصوص والده. كان والده الملك جورج الثالث مغرمًا جدًا بإبنيه ألفريد وأوكتافيوس ، وقد تضمنت نوبات الجنون اللاحقة له هلوسات أبنائه المتوفين. أصبح الابن الأكبر للملك (جورج الرابع) في وقت لاحق وصياً على والده المريض عقليًا.

## عن حياته
ولد الأمير أوكتافيوس على 23 فبراير 1779، في باكنغهام هاوس، لندن، إنجلترا وكان الابن الثامن للملك جورج الثالث وزوجته الملك شارلوت.

## وفاته
توفي الأمير أوكتافيوس في 3 مايو 1783 بعد إصابته بمرض الجدري في قصر كيو، كيو، إنجلترا عن عمر يناهز 4 سنوات.